# روبرت ويلش جونيور
روبرت هنري وينبور ويلش جونيور (بالإنجليزية: Robert W. Welch, Jr.) (1 ديسمبر 1899 - 6 يناير 1985)، رجل أعمال أمريكي، وناشط سياسي، وكاتب. جمع ثروة طائلة بعد تقاعده، وسخّرها لتمويل المشاريع المناهضة للشيوعية. اشترك في تأسيس مجموعة جون بيرش المحافظة، وأدارها بحزم حتى وفاته. بالنسبة لليبراليين وبعض المحافظين، كان ويلش جونيور شخصية مثيرة للجدل.

## سنواته الأولى
وُلد ويلش جونيور في مقاطعة تشاوان، بولاية نورث كارولاينا، لوالديه روبرت هينري وينبور ويلش الأب ولينا فيرونا ويلش، (لينا فيرونا جيمس قبل الزواج). في طفولته، اعتُبر ويلش «موهوبًا» وتلقى تعليمه الأوّلي في البيت على يدي والدته التي كانت معلمة في المدرسة. كانت ستوكتون بولاية نورث كارولاينا موطن صباه. التحق ويلش جونيور بالمدرسة الثانوية في سن العاشرة، وفي سن الثانية عشر قُبل في جامعة نورث كارولاينا في تشابل هيل.

## عمله التجاري
أسس ويلش جونيور شركة أكسفورد للحلوى في بروكلين نيويورك، كمشروع فردي إلى أن وظّف أخاه جيمس لمساعدته. ترك جيمس ويلش العمل مع أخيه ليؤسس شركته الخاصة لصنع الحلوى. خلال الكساد الاقتصادي الكبير، أفلست شركة أكسفورد للحلوى، ولكن شركة جيمس استمرت في العمل، فوظّف جيمس أخاه ويلش في شركته. بدأت الشركة بإنتاج مصاصات الكراميل، وطوّر ويلش أنواعًا مختلفة من الحلوى. عند تقاعده في العام 1956، كان ويلش قد حقق ثروة طائلة.

## نشاطه السياسي المبكر
منذ سنوات صباه، اتخذ ويلش موقفًا مناهضًا للشيوعية. وكان راسخ الاعتقاد بنظريات المؤامرة، مؤمنًا بأن العديد من المؤسسات والأفراد منخرطون في مؤامرة شيوعية دولية. يُنقل عنه قوله بأن الشعب الأمريكي يتكون من أربع مجموعات: «الشيوعيون، والساذجون المتعاطفون مع الشيوعية، وقليلو الاطلاع الذين ينبغي تحذيرهم من مخاطر الشيوعية، والجهلة».
انتسب ويلش إلى الحزب الجمهوري، وفي العام 1950 خاض الانتخابات لمنصب نائب حاكم ولاية ماساتشوستس، ولكنه خسر الانتخابات. في العام 1952، دعم ويلش ترشيح روبرت إيه تافت لرئاسة الحزب الجمهوري، وكان له إسهام بارز في حملة إعادة انتخاب السيناتور جوزيف مكارثي.

## جمعية جون بيرش
أسس ويلش جمعية جون بيرش في ديسمبر 1958. عند تأسيسها، ضمت الجمعية أحد عشر رجلًا، ووسع ويلش قاعدة الأعضاء، وراقب إيرادات الجمعية بصرامة وأشرف على إصدار عدد من المنشورات. في ذروة نشاطها، زعمت الجمعية بأنها ضمت 100,000 عضو. لم يثق ويلش بالدخلاء، ولم يرغب بعقد تحالفات مع جمعيات أخرى حتى لو كانت مناهضة للشيوعية.
طوّر ويلش بنية تحتية تنظيمية معقدة في العام 1958 مكّنته من المتابعة الدقيقة للإيرادات المالية.
وفقًا لما ذكره ريك بيرلستين، كان النشاط الرئيسي للجمعية في ستينيات القرن العشرين «يتألف من اجتماعات شهرية لمشاهدة فيلم، يتبع ذلك كتابة بطاقات بريدية أو رسائل للمسؤولين الحكوميين توضح لهم فيها ارتباط بعض السياسات بالخطر الشيوعي المُحْدِق».
في العام 1962، انتقد ويليام إف باكلي جونيور، في المجلة التي يصدرها ناشونال ريفيو، ويلش لترويجه السافر لنظريات المؤامرة والتي ليس لها أساس من الصحة. لم ينتقد باكلي أعضاء الجمعية، بل أمطر ويلش بوابل من الانتقادات. ركز باكلي انتقاداته على ويلش شخصيًا، وذلك لتجنّب إساءة أفكار ويلش المثيرة للجدل لتيار المحافظين بأكمله. أدت الخلافات بخصوص السياسات الخارجية إلى الشقاق بين باكلي وويلش.
كونه من معتنقي السياسة المحافظة لتافت، والتي كانت أقدم وأكثر رسوخًا، فضّل ويلش سياسةً خارجيةً أمريكية تتمثل في عبارة «حصن أمريكا»، بدلًا من التحالفات المكبّلة ضمن حلف الناتو أو الأمم المتحدة. لهذا السبب، جمع ويلش بين معارضة شديدة للشيوعية ومعارضة للتوافق الثنائي بخصوص التسليح دوليّ النزعة خلال الحرب الباردة.
ابتداءً من العام 1965، عارض ويلش الدور المتزايد للولايات المتحدة في حرب فيتنام. وفي نظر باكلي المنتمي لجناح الصقور، لم يُظهر ويلش دعمًا كافيًا لقيادة أمريكا السياسية والعسكرية في العالم. عمل ويلش كمحرر وناشر للمجلة الشهرية التي أصدرتها الجمعية باسم أميريكان أوبينيون، وأسبوعية ريفيو أوف ذا نيوز التي احتوت على كتابات الناشط في تيار المحافظين دان سموت في العام 1970. كتب ويلش الكتب التالية: الطريق إلى فن البيع (1941)، فليغفر لنا الرب (1951)، السياسي (عن الرئيس آيزنهاور) وحياة جون بيرش (1954). ظهرت مجموعة مقالاته في كتاب محرّر تحت عنوان «الأمريكانيّة الجديدة«.
في ستينيات القرن العشرين بدأ ويلش يعتقد أن الشيوعية لم تكن على رأس هرم المؤامرة التي يؤمن بوجودها، وراح يقول بأن الشيوعية مجرد واجهة للمؤامرة الكبرى ذاتِ الصِلات بجمعية المتنوّرين السرية. ومقاله «الحقيقة في وقتها المناسب» خير مثالٍ على هذا التوجّه الفكري الذي تبنّاه.
أشار ويلش إلى المتآمرين باسم «العالِمون ببواطن الأمور»، ورآهم متجسّدين في العائلات الاقتصادية الدولية، كعائلة روتشيلد وروكفلر، وفي منظمات مثل مجموعة بلدربرغر، ومجلس الشؤون الخارجية، واللجنة الثلاثية. نتيجةً لترويجه لنظريات المؤامرة، صارت جمعية جون بيرش مرادفةً لمصطلح «اليمين المتطرّف».
في العام 1983، تنحّى ويلش عن منصبه كرئيس لجمعية جون بيرش. وخلفه في رئاستها عضو الكونجرس لاري ماكدونالدز، الذي لقي حتفه بعدها بأشهر قليلة في حادثة إسقاط طائرته مِن قبل الاتحاد السوفيتي.

## الآراء السياسية
اتهم ويلش الرئيسين ترومان وآيزنهاور بكونهما متعاطفَين مع الشيوعية بل ومن المحتمل أنهما كانا عميلين سوفيتيين. ادّعى ويلش أن الرئيس آيزنهاور كان «بشكلٍ واعٍ، عميلًا مخلصاً للمؤامرة الشيوعية»، وأن أخا آيزنهاور ميلتون كان أعلى رتبةً من الرئيس آيزنهاور في الجهاز الشيوعي. لم يردّ الرئيس آيزنهاور بشكل علني على مزاعم ويلش.
حيثما ولّى ويلش وجهه، رأى عناصر شيوعية تتلاعب بالسياسة الاقتصادية والخارجية الأمريكية لصالح السلطة الشمولية. وكان ويلش مؤمنًا أن التخريب داخل الولايات المتحدة الأمريكية بدأ قبل نشوب الثورة البلشفية بوقت طويل. نتيجةً لعدم تفريقه بين الليبرالية المعاصرة والشموليّة، وصف ويلش الحكومة بأنها «عدوّ دائم وحتميّ للحرية الفردية». تبعاً لذلك، اتهم الحقبة التقدمية (1897-1920) التي وسّعت دور الحكومة الفيدرالية في الحدّ مِن أوجه القصور الاجتماعي والاقتصادي على أنها «فترة سوداء في تاريخنا»، وأن الرئيس وودرو ويلسون «دونًا عن غيره من الرؤساء، دفع بالبلاد إلى هاوية السلطة الشمولية». في ستينيات القرن العشرين، اقتنع ويلش أنّ الشيوعية نفسها لم تكن سوى «أداةً من أدوات المؤامرة الأكبر». زعم ويلش أن هذه المؤامرة الكبرى كان لها سلفٌ في إسبارطة التاريخية، وأنها خرجت لحيّز التنفيذ في القرن الثامن عشر، متمثلةً في برنامج جمعية المتنوّرين البافاريين السرية «ذات العقيدة الشيطانية». وفقاً لويلش، فخيوط هذه المؤامرة يحرّكها مَن أسماهم «العالمون ببواطن الأمور» وخصوصًا عائلتا روتشيلد وركفلر، وبعض المؤسسات الحكومية مثل نظام الاحتياطي الفيدرالي، ودائرة الإيرادات الداخلية، والمنظمات غير الحكومية مثل مجموعة بلدربيرغ، ومجلس العلاقات الخارجية، واللجنة الثلاثية.